# Shanghais tunnelbana
Shanghais tunnelbana (上海地铁; Shànghǎi dìtiě) betjänar Shanghai och dess förorter.
Tunnelbanenätet har 515 stationer fördelade på 19  linjer och är totalt 803 km lång vilket gör det till världens längsta tunnelbana före Pekings tunnelbana. Systemet är en av de allra mest trafikerade i världen, år 2019 gjordes 3,88 miljarder resor i Shanghais tunnelbana.
Tunnelbanesystemet öppnade 1993 och har sedan dess expanderats kraftigt. Även i framtiden planeras stor expansion.

## Historia
1945 började planerna för ett tunnelbanenät i Shanghai, men planeringen avstannade när kommunististerna tog makten 1949. Planerna åreupptogs på 1950-talet och 1958 presenterades en plan med fem linjer. På 1980-talet reviderades planerna till det som skulle bli den verkliga tunnelbanan. Arbetet påbörjades 1990 och 28 maj 1993 öppnades den första delen av vad som senare skulle bli Linje 1. 1999 öppnade Linje 2 följt år 2000 av Linje 3.

## Framtida expansionsplaner
Flera linjer förlängs såsom 2,13,14,17,18 samt nya linjerna 21,23 och Chongming byggs. 2021 då linje 14 öppnades, blev det totala tunnelbanenätet 803 km och med 515 stationer.

## Linjerna

Shanghais tunnelbana

|         | Linje         | Sträcka                                                                                  | Öppnad           | Längd   | Stationer |
| ------- | ------------- | ---------------------------------------------------------------------------------------- | ---------------- | ------- | --------- |
|         | Linje 1       | Xinzhuang ↔ Fujin Road                                                                   | 28 maj 1993      | 36,4 km | 28        |
|         | Linje 2       | East Xujing ↔ Shanghai Pudong International Airport                                      | 28 oktober 1999  | 63,8 km | 30        |
|         | Linje 3       | Shanghais södra järnvägsstation ↔ North Jiangyang Road                                   | 26 december 2000 | 40,3 km | 29        |
|         | Linje 4       | Yishan Road ↔ Shanghais södra järnvägsstation ↔ Century Avenue ↔ Yishan Road (ringlinje) | 31 december 2005 | 33,7 km | 26        |
|         | Linje 5       | Xinzhuang ↔ Minhang Development Zone / Fengxian Xincheng                                 | 25 november 2003 | 32,7 km | 19        |
|         | Linje 6       | Oriental Sports Center ↔ Gangcheng Road                                                  | 29 december 2007 | 32,3 km | 28        |
|         | Linje 7       | Meilan Lake ↔ Huamu Road                                                                 | 5 december 2009  | 44,2 km | 33        |
|         | Linje 8       | Shendu Highway ↔ Shiguang Road                                                           | 29 december 2007 | 37,4 km | 30        |
|         | Linje 9       | Songjiangs södra järnvägsstation ↔ Caolu                                                 | 29 december 2007 | 65,6 km | 35        |
|         | Linje 10      | Hangzhong Road / Shanghai Hongqiao station ↔ Jilong Road                                 | 10 april 2010    | 45 km   | 37        |
|         | Linje 11      | Huaqiao / North Jiading ↔ Disney Resort                                                  | 31 december 2009 | 82,4 km | 39        |
|         | Linje 12      | Qixin Road ↔ Jinhai Road                                                                 | 29 december 2013 | 40,4 km | 32        |
|         | Linje 13      | Jinyun Road ↔ Zhangjiang Road                                                            | 30 december 2012 | 38,8 km | 31        |
|         | Linje 14      | Fengbang ↔ Guiqiao Road                                                                  | 30 december 2021 | 38,5 km | 30        |
|         | Linje 15      | Gucun Park ↔ Zizhu Hi-tech Park                                                          | 23 januari 2021  | 42,3 km | 29        |
|         | Linje 16      | Longyang Road ↔ Dishui Lake                                                              | 29 december 2013 | 59 km   | 13        |
|         | Linje 17      | Hongqiao Railway Station ↔ Oriental Land                                                 | 30 december 2017 | 35,3 km | 13        |
|         | Linje 18      | South Changjiang Road ↔ Hangtou                                                          | 26 december 2020 | 36,5 km | 26        |
|         | Linje Pujiang | Shendu Highway ↔ Huizhen Road                                                            | 31 mars 2018     | 6,7 km  | 6         |
| Totalt: | Totalt:       | Totalt:                                                                                  | Totalt:          | 803 km  | 515       |

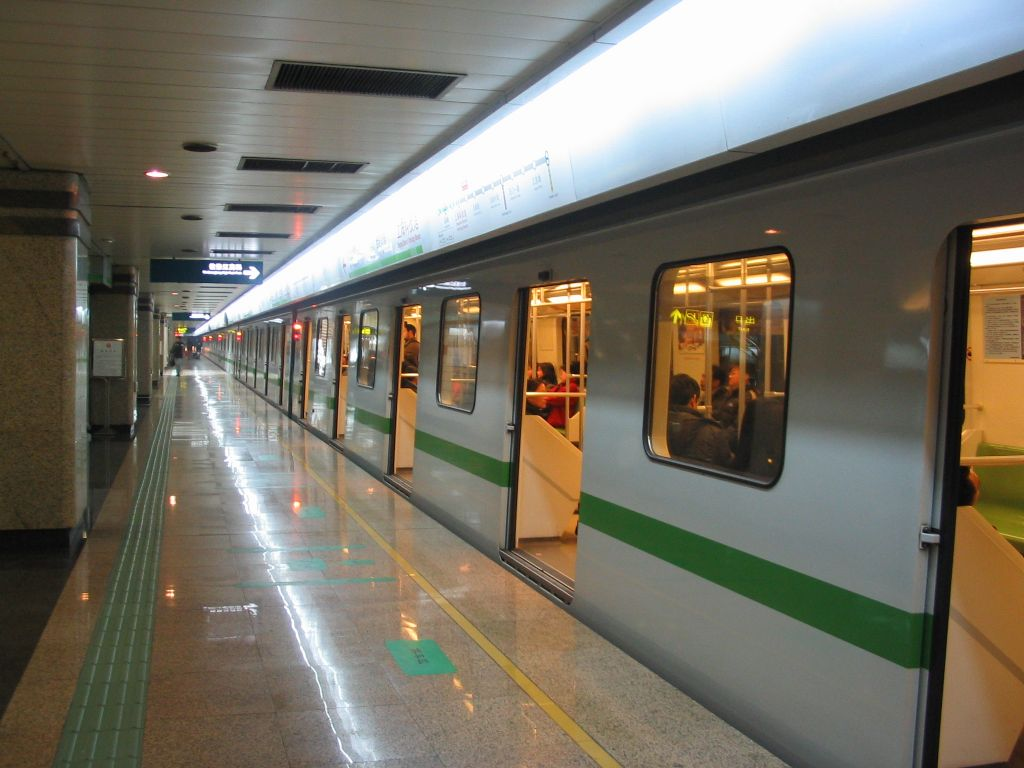
Shanghai Science & Technology Museum
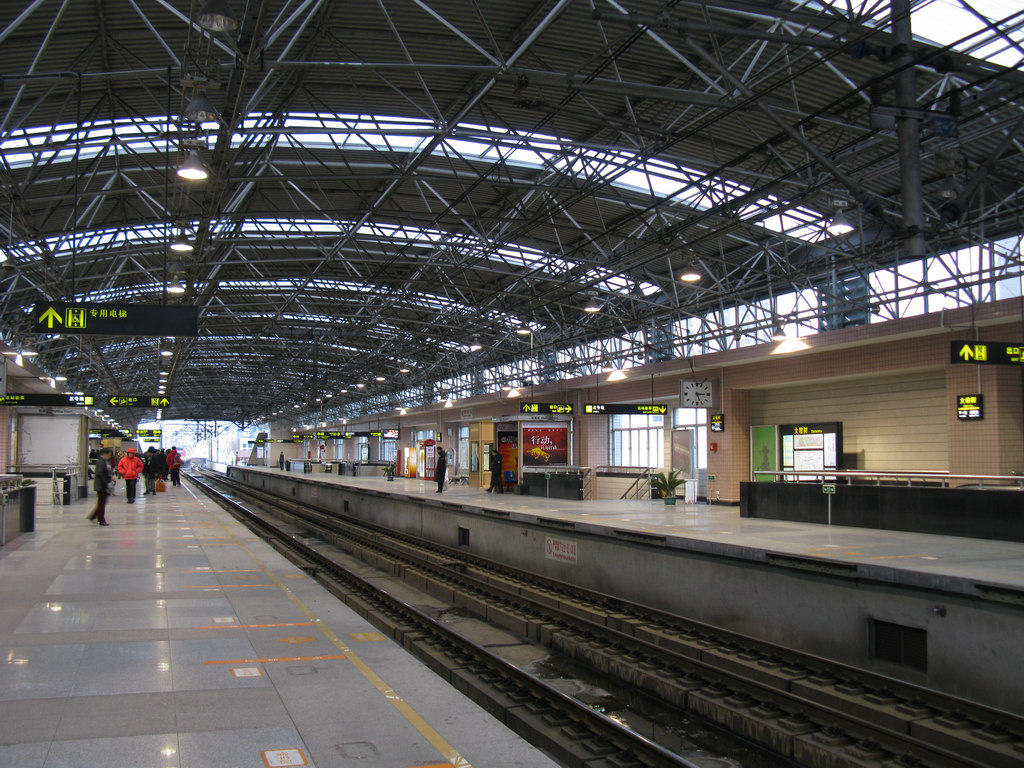
Dabaishu
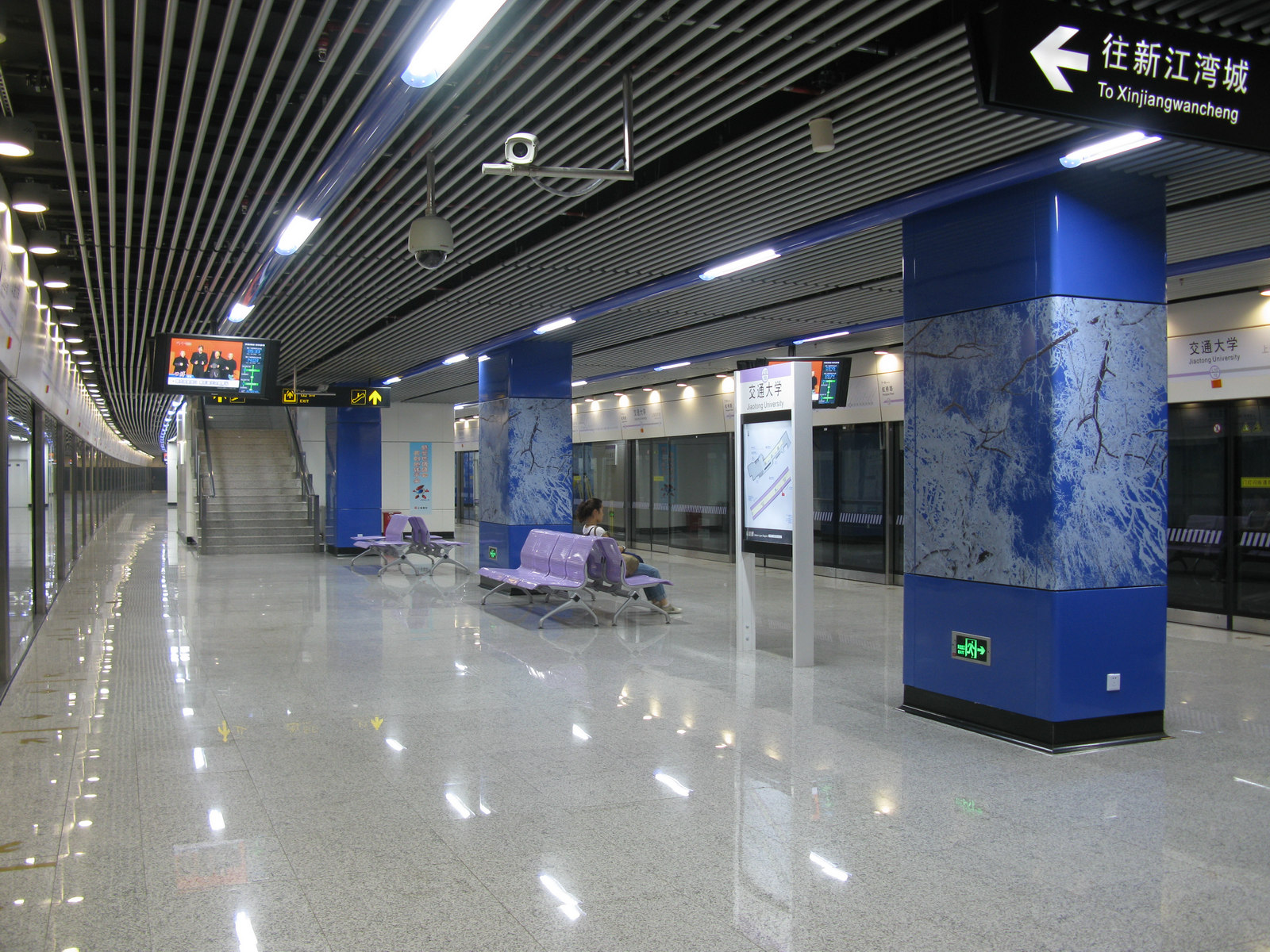
Jiaotongdaxue